# ПМТ-1
| ПМТ-1                         |                                         |
|                               |                                         |
|                               |                                         |
| Основная информация           |                                         |
| Тип                           | Мина-Торпеда                            |
| Разработчик                   | НИИ-400                                 |
| Государство                   | СССР                                    |
| На вооружении                 | 1972 год                                |
| Назначение                    | поражение ПЛ                            |
| Базирование                   | авиация, НК и ПЛ                        |
| Статус                        | Снят с вооружения                       |
| Параметры                     |                                         |
| Длина                         | 7800 мм                                 |
| Диаметр                       | 533 мм                                  |
| Боевая часть                  | 80 кг                                   |
| Масса                         | 1800 кг                                 |
| Технические данные            |                                         |
| Управление                    | акустическое                            |
| Двигатель                     | ДП-11М                                  |
| Зона реагирования             | цилиндр высота 180 м диаметр 1000 м     |
| Глубина                       | постановки 20-600 м хода до 200 м       |
| Срок боевой службы на позиции | не менее 1 года                         |
| Интервал                      | между минами 1700 м между линиями 350 м |

ПМТ-1 - Противолодочная широкополосная мина-торпеда с системой акустического обнаружения для активных скрытных минных постановок из 533-мм торпедных аппаратов подводных лодок или с помощью надводных кораблей и авиации.
Мины-торпеды применяются в районах с большими глубинами. Мины такого типа предназначены для поражения подводных лодок идущих со скоростью 6-30 узлов на глубине 20-200 метров.

## История проектирования
Разработку мины ПМТ-1 осуществляло НИИ-400 (ныне ЦНИИ "Гидроприбор") под руководством главного конструктора В.В. Ильина.
Система акустического обнаружения отрабатывалась - под руководством конструктора - Н.И. Горбатко, а система привязки торпеды к якорной части под руководством конструктора - А.И. Коновалова.
В 1972 году данная мина-торпеда была принята на вооружение ВМФ СССР для постановки из 533-мм торпедных аппаратов подводных лодок, а также с самолётов, вертолётов и надводных кораблей.

## Конструкция
Противолодочная мина-торпеда ПМТ-1 имела удлинённую цилиндрическую форму и представляла собой последовательно расположенную комбинацию якоря с механизмом установки на заданную глубину, батарейного блока, приборов функционирования и защиты, акустической системы обнаружения целей и контейнера с малогабаритной самонаводящейся торпедой.
1. Якорь соединялся с корпусом посредством стального минрепа, который автоматически устанавливал мину на заданное углубление с помощью специального механизма.
2. Батарейный блок обеспечивал питание аппаратурных блоков мины.
3. Блок приборов функционирования и защиты позволял при использовании электрической связи узлов и элементов аппаратуры защитить её взрывоопасные цепи от токов высокой частоты, шунтировать пиропатроны при проверке электрической цепи мины, проводить параметрический контроль аппаратуры и вводить алгоритм движения торпеды до момента захвата цели её аппаратурой самонаведения.
4. Акустическая система обнаружения целей обеспечивала широкополосную цилиндрическую зону реагирования аппаратуры мины на акустическое поле подводной лодки-цели.
5. Контейнер герметичный с положительной плавучестью имел внутри малогабаритную самонаводящуюся торпеду СЭТ-40 и газодинамический пороховой генератор. Этот генератор представлял собой своеобразную мини-печь для сжигания пиропатронов (пороховых шашек) и создания внутри контейнера повышенного давления, которое разрывало тарированные разрывные болты открывая крышку контейнера с последующим выбросом из него торпеды. Снаружи на контейнере имелась система автоматически раскрывающихся стабилизаторов для ориентирования его горизонтально вдоль направления местных течений.

## Принцип действия
Мина ПМТ-1 ставилась с надводного корабля или из торпедного аппарата подводной лодки как якорная мина на глубинах до 600 метров. После постановки мины-торпеды на заданное углубление она автоматически разделялась на две части аппаратную и боевую, которые были связаны между собой электрическим проводом на тросе. Аппаратная часть за счёт прямой связи с якорем ориентировалась вертикально, а боевая часть - контейнер с малогабаритной самонаводящейся торпедой ориентировался строго в горизонтальной плоскости. После обнаружения акустической системой мины подводной лодки-цели происходило определение параметров движения цели и подводный горизонтальный старт торпеды из контейнера. После выхода торпеды из контейнера встроенная внутри ампула впрыскивала в аккумуляторную батарею электролит активизируя её собственную работу. Затем торпеда совершала циркуляционный поиск ПЛ-цели на глубине её хода со скоростью 29 узлов и при обнаружении цели осуществляла самонаведение на неё. Подрыв заряда взрывчатого вещества торпеды происходил от неконтактного взрывателя с гидролокационной круговой диаграммой направленности, срабатывание которого осуществлялось вблизи цели независимо от её магнитного или акустического полей. При прямом попадании торпеды в цель боевой заряд подрывался контактным взрывателем.     

## Модификации
- ПМТ-1 - базовая модель, на вооружении с 1972 года
- ПМК-2 - улучшенная модель с увеличенным местом постановки, тремя ступенями предохранения, активно-пассивной системой обнаружения, новой электронной аппаратурой, современной малогабаритной торпедой с комбинированным взрывателем. На вооружении с 1983 года